# Schefflera divaricata
Schefflera divaricata är en araliaväxtart som först beskrevs av Carl Ludwig von Blume, och fick sitt nu gällande namn av Sijfert Hendrik Koorders. Schefflera divaricata ingår i släktet Schefflera och familjen araliaväxter. Inga underarter finns listade.